# L'Homme invisible (roman)
Pour les articles homonymes, voir L'Homme invisible.
L'Homme invisible (titre original : The Invisible Man) est un roman de science-fiction de H. G. Wells, publié en 1897.

## Résumé

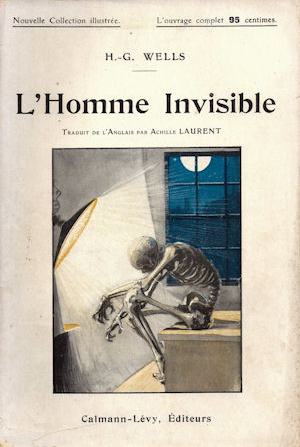
L'Homme invisible de H. G. Wells, couverture illustrée par Ludvík Strimpl pour l'édition française chez Calmann-Lévy (1912).

Après quinze ans de recherches ruineuses, l'albinos Griffin invente une formule scientifique permettant de devenir invisible. Ayant réussi une expérience sur le chat de sa voisine, le savant décide d'expérimenter la formule sur lui-même, notamment pour fuir ses créanciers, avant d'incendier sa mansarde londonienne pour effacer ses traces.
Profitant de son pouvoir, Griffin commence par se livrer à de menus larcins pour subsister, en pillant des boutiques puis en dévalisant et en assommant des particuliers. Néanmoins, il supporte fort difficilement les nombreux inconvénients générés par son invisibilité. D'un naturel caractériel et misanthrope, en butte à mille difficultés matérielles l'empêchant de poursuivre ses expérimentations, il sombre progressivement dans la démence.
Couvert de vêtements, le visage enveloppé de bandelettes et arborant un nez en carton, il quitte Londres pour se réfugier à Iping, un petit village sis dans le Sussex de l'Ouest. Incapable de trouver la formule permettant d'annuler les effets de son expérience, l'homme invisible fuit le village après y avoir été confondu à la suite d'un vol.
Le savant parvient dans la petite ville de Port Burdock où il rencontre fortuitement le docteur Kemp, un ancien condisciple à qui il confie son histoire. Effrayé par l'immoralité et les projets criminels de l'homme invisible, Kemp le dénonce aux autorités locales. Griffin parvient à s'échapper mais cette trahison le plonge irrémédiablement dans la folie. Après avoir commis un meurtre absurde sur la personne d'un promeneur innocent, il entreprend d'asservir Port Burdock en affichant subrepticement des messages mégalomaniaques où il se proclame avec superbe « Invisible Ier », maître d'un empire sur lequel cesse l'autorité de la Reine. L'homme invisible annonce qu'il débutera son règne terroriste en « exécutant » le docteur Kemp. En définitive, tandis que Griffin s'apprête à commettre cet assassinat, plusieurs habitants de Port Burdock parviennent collectivement à saisir l'homme invisible avant de le lyncher. Le cadavre du savant albinos redevient alors visible.
À l'insu de tous, les notes scientifiques de Griffin demeurent entre les mains d'un individu incapable de les comprendre : le vagabond Thomas Marvel, ancien comparse (à son corps défendant) de l'albinos. Grâce à l'argent volé par celui-ci, le trimardeur s'est offert une petite auberge où il feuillette épisodiquement les manuscrits du savant, en rêvant au pouvoir conféré par l'invisibilité.

## Aspects scientifiques
Certains scientifiques de l'époque estimaient qu'un homme invisible serait nécessairement aveugle, puisque la lumière traverserait ses rétines au lieu de les stimuler. Wells connaissait cette hypothèse.
Griffin, passionné d'optique, décrit brièvement le processus ayant conduit à son invisibilité. Il explique avoir mis au point une méthode jouant sur l'absorbance de la lumière des objets physiques, au point de parvenir à les rendre invisibles.

## Adaptations

### Films
- 1909 : Le Voleur invisible de Ferdinand Zecca et Segundo de Chomón
- 1933 : L'Homme invisible (The Invisible Man) de James Whale
- 1940 : Le Retour de l'homme invisible (The Invisible Man Returns) de Joe May
- 1940 : La Femme invisible (The Invisible Woman) de A. Edward Sutherland
- 1941 : The Body Disappears (en) de D. Ross Lederman
- 1942 : L'Agent invisible contre la Gestapo (Invisible Agent) de Edwin L. Marin
- 1944 : La Vengeance de l'homme invisible (The Invisible Man's Revenge) de Ford Beebe
- 1949 : The Invisible Man Appears de Nobuo Adachi.
- 1951 : Deux Nigauds contre l'homme invisible (Abbott and Costello Meet the Invisible Man) de Charles Lamont
- 1957 : Le Cerveau Infernal (The Invisible Boy) de Herman Hoffman
- 1960 : L'Incroyable Homme invisible (The Amazing Transparent Man) de Edgar G. Ulmer
- 1962 : L'Invisible docteur Mabuse (Die Unsichtbaren Krallen des Dr Mabuse) de Harald Reinl
- 1971 : La Vie amoureuse de L'homme invisible ou Orloff et l'homme invisible de Pierre Chevalier
- 1972 : Pas vu, pas pris (Now You See Him, Now You Don't) de Robert Butler
- 1984 : L'Homme invisible (Человек-невидимка, Chelovek-nevidimka) , film soviétique d'Aleksandre Zakharov (ru)
- 1992 : Les Aventures d'un homme invisible (Memoirs of an Invisible Man), de John Carpenter avec Chevy Chase, Daryl Hannah, Sam Neill
- 1994 : Invisible : les aventures de Benjamin Knight de Jack Ersgard
- 2000 : Hollow Man : L'Homme sans ombre de Paul Verhoeven avec Kevin Bacon et Elisabeth Shue
- 2003 : La Ligue des gentlemen extraordinaires (The League of Extraordinary Gentlemen) de Stephen Norrington avec Tony Curran en « homme invisible »
- 2006 : Hollow Man 2 de Claudio Fäh (en) avec Christian Slater
- 2014 : Le Garçon invisible (Il Ragazzo invisibile) de Gabriele Salvatores
- 2020 : Invisible Man (The Invisible Man) de Leigh Whannell

### Séries télévisées
- L'Homme invisible (H.G.Wells' Invisible Man ou Invisible Man, 1959)

série télévisée britannique de 26 épisodes de 30 minutes, diffusée en 1959 ;
- L'Homme invisible (The Invisible Man, 1975)

série télévisée américaine en 13 épisodes de 49 minutes diffusée en 1975. Avec David McCallum dans le rôle du Docteur Daniel Westin (l'homme invisible).
- Le Nouvel Homme invisible (Gemini Man, 1976)

série télévisée américaine en 13 épisodes de 49 minutes diffusée en 1976. Avec Ben Murphy dans le rôle de Sam Casey. Dans cette série le héros utilise une montre de haute technologie pour devenir invisible.
- The Invisible Man (1984)

minisérie de 6 épisodes de 26 minutes ou 3 épisodes de 50 minutes. Créée par Barry Letts du 4 septembre au 9 octobre 1984 sur BBC One. Avec Pip Donaghy (L'homme invisible), Michael Sheard (Le révérend Bunting).
- Invisible Man (The Invisible Man, 2000)

série télévisée américaine en 46 épisodes de 42 minutes diffusée sur Sci-Fi, en France sur TF1. Avec Vincent Ventresca dans le rôle de Damien Fawkes (Darien Fawkes en VO) (L'homme invisible).

### Bande dessinée / Comics
- (en) Ron Goulart (scénario, d'après H. G. Wells), Val Mayerik (dessin), Dan Adkins (encrage), « The Invisible Man », Supernatural Thrillers, n° 2, Marvel Comics Group, novembre 1972.
- L'homme invisible fait partie de l'équipe recrutée par Mina Harker dans le comics d'Alan Moore La Ligue des gentlemen extraordinaires.
- 2017 - L'Homme Invisible, Dobbs et Chris Regnault, Glénat (collection HG Wells).

## Romans et nouvelles inspirés du récit de Wells

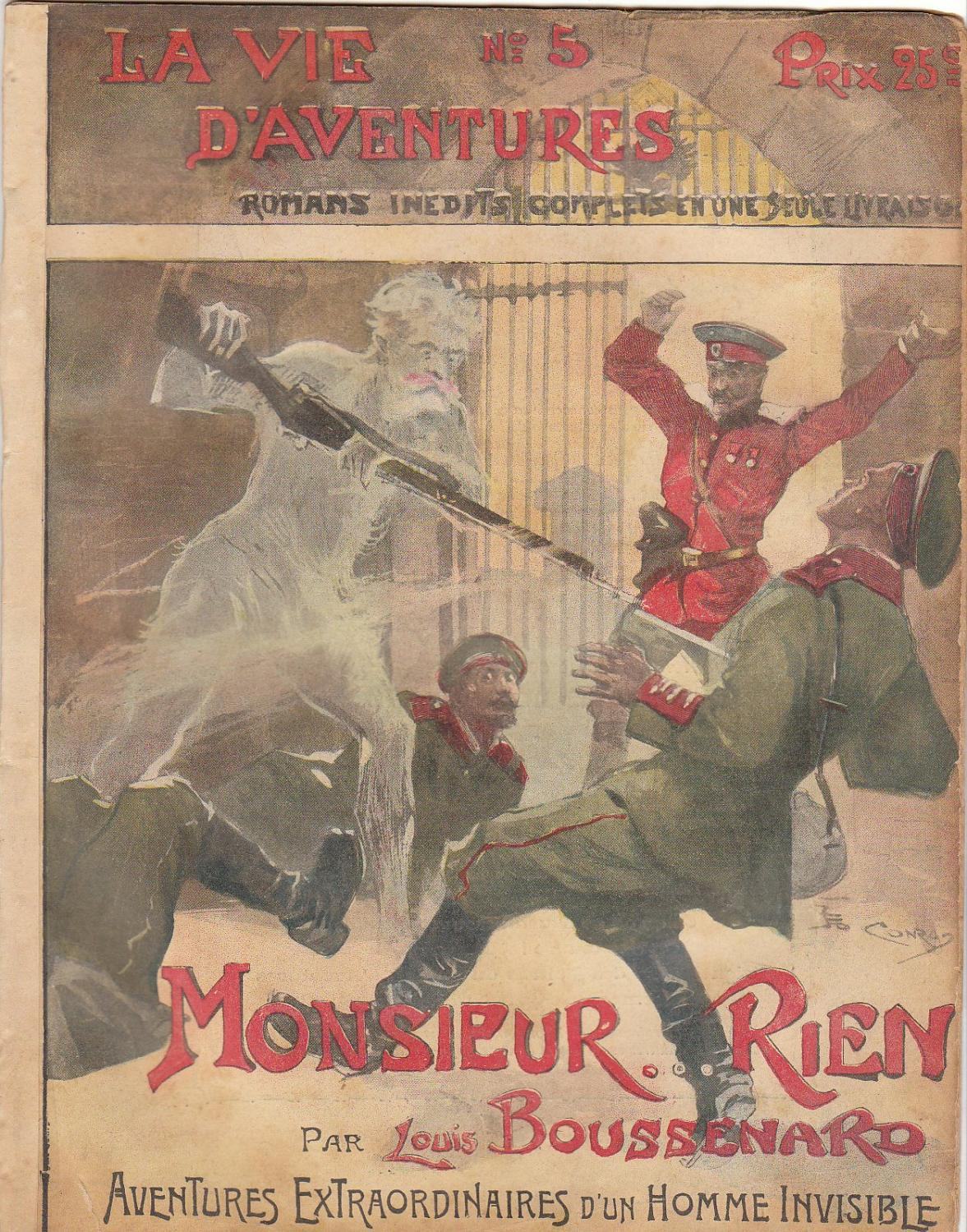
Monsieur... Rien ! Aventures extraordinaires d'un homme invisible, roman populaire de Louis Boussenard inspiré par l'œuvre de H. G. Wells. Couverture illustrée par Georges Conrad (1907).

- Louis Boussenard (ill. Georges Conrad), Monsieur... Rien ! Aventures extraordinaires d'un homme invisible, Paris, Tallandier / Le Journal des Voyages, coll. « La Vie d'aventures » (no 5), 1907, 32 p.[3],[4]
- Jules Verne (ill. George Roux), Le Secret de Wilhelm Storitz, Paris, Collection Hetzel, 1910, 312 p. (lire en ligne)[5],[6].
- Edmond Cazal, Joë Rollon, l'autre homme invisible, Paris, Édition française illustrée, 1919, 280 p.
- Maurice Renard, « L'Homme qui voulait être invisible », Les œuvres libres., Paris, Arthème Fayard,‎ 1923, p. 353-376[7].